# Гренцбах, Чарльз
Чарльз Гренцбах (англ. Charles Grenzbach; 29 декабря 1923, Нью-Йорк, штат Нью-Йорк, США — 29 марта 2004, Палм-Дезерт, Калифорния, США), также известен как Бад Гренцбах (англ. Bud Greenzbach) — американский звукорежиссёр, лауреат премии «Оскар» за лучший звук к фильму «Взвод».

## Карьера
Чарльз Гренцбах был звукорежиссёром более чем к 130 фильмам на протяжении трёх десятилетий, в период с 1956 по 1988 год. За работу со звуком к фильмам «Крёстный отец» (1972) и «Китайский квартал» (1974) он был номинирован на премию «Оскар», за фильм «Взвод» (1986) был награждён этой премией.

## Фильмография

### Sound department
- 1956 — The Search for Bridey Murphy (sound)
- 1956 — Десять заповедей (sound re-recording mixer — uncredited)
- 1957 — Страх вырывается наружу / Fear Strikes Out (sound recordist)
- 1957 — Красавчик Джеймс / Beau James (sound)
- 1957 — Любить тебя / Loving You (sound recordist)
- 1957 — Джокер / The Joker Is Wild (sound recordist)
- 1957 — Hear Me Good (sound recordist)
- 1957 — Час Зеро! / Zero Hour! (sound recordist)
- 1958 — Сент-Луис Блюз / St. Louis Blues (sound recordist)
- 1958 — Космические дети / The Space Children (sound recordist)
- 1958 — Кинг Креол / King Creole (sound recordist)
- 1958 — Засыпай, мой малыш / Rock-A-Bye Baby (sound recordist)
- 1958 — Как молоды мы были / As Young as We Are (sound recordist)
- 1958 — Я вышла замуж за монстра из космоса / I Married a Monster from Outer Space (sound recordist)
- 1958 — Мальчик гейша / The Geisha Boy (sound)
- 1958 — Плавучий дом / Houseboat (sound recordist)
- 1959 — The Young Captives (sound recordist)
- 1959 — Псевдоним — Джесси Джеймс / Alias Jesse James (sound)
- 1959 — Такая женщина / That Kind of Woman (sound recordist)
- 1959 — Пять пенни / The Five Pennies (sound recordist)
- 1959 — Но не для меня / But Not for Me (sound recordist)
- 1959 — Крошка Абнер / Li’l Abner (sound recordist)
- 1960 — Визит на маленькую планету / Visit to a Small Planet (sound recordist)
- 1960 — Коридорный / The Bellboy (sound recordist)
- 1960 — Это началось в Неаполе / It Started in Naples (sound)
- 1960 — Солдатский блюз / G.I. Blues (sound recordist)
- 1960 — Cinderfella (sound recordist)
- 1961 — Неприкаянные / The Misfits (sound recordist)
- 1961 — Всей работы на одну ночь / All in a Night’s Work (sound recordist)
- 1961 — Одноглазые валеты / One-Eyed Jacks (sound recordist)
- 1959—1961 — Бунтарь (телесериал) / The Rebel (sound recordist — 62 episodes)
- 1961 — Дамский угодник / The Ladies Man (sound recordist)
- 1961 — Лето и дым / Summer and Smoke (sound recordist)
- 1961 — Голубые Гавайи / Blue Hawaii (sound recordist)
- 1961 — Посыльный / The Errand Boy (sound recordist)
- 1961 — Пригоршня чудес / Pocketful of Miracles (sound recordist)
- 1962 — Моя гейша / My Geisha (sound)
- 1962 — Человек, который застрелил Либерти Вэланса / The Man Who Shot Liberty Valance (sound recordist)
- 1962 — Фальшивый предатель / The Counterfeit Traitor (sound recordist)
- 1962 — Побег из Захрейна / Escape from Zahrain (sound recordist)
- 1962 — Хатари! / Hatari! (sound recordist)
- 1962 — It’s Only Money (sound recordist)
- 1962 — Девушки! Девушки! Девушки! / Girls! Girls! Girls! (sound recordist)
- 1962 — У кого есть предложения? / Who’s Got the Action? (sound)
- 1962 — Девушка по имени Тамико / A Girl Named Tamiko (sound)
- 1963 — Чокнутый профессор / The Nutty Professor (sound recordist)
- 1963 — Риф Донована / Donovan’s Reef (sound recording)
- 1963 — Кто позаботится о магазине? / Who’s Minding the Store? (sound recordist)
- 1963 — Веселье в Акапулько / Fun in Acapulco (sound recordist)
- 1963 — Кто спал на моей кровати? / Who’s Been Sleeping in My Bed? (sound recordist)
- 1963 — Любовь с подходящим незнакомцем / Love with the Proper Stranger (sound recordist)
- 1964 — Париж, когда там жара / Paris — When It Sizzles (sound)
- 1964 — Душитель / The Strangler (sound recordist)
- 1964 — Воротилы / The Carpetbaggers (sound recordist)
- 1964 — The Patsy (sound recordist)
- 1964 — Рабочий по найму / Roustabout (sound recordist)
- 1964 — The Disorderly Orderly (sound recordist)
- 1965 — По методу Харма / In Harm’s Way (sound)
- 1965 — Харлоу (фильм) / Harlow (sound)
- 1965 — Пощекочи меня / Tickle Me (sound recordist)
- 1965 — Сыновья Кэти Элдер / The Sons of Katie Elder (sound recordist)
- 1965 — Семейные ценности / The Family Jewels (sound recordist)
- 1965 — Деревня великанов / Village of the Giants (sound recordist)
- 1965 — Боинг-Боинг / Boeing Boeing (sound recordist)
- 1965 — Тонкая нить / The Slender Thread (sound recordist)
- 1966 — Рай в гавайском стиле / Paradise, Hawaiian Style (sound recordist)
- 1966 — Невада Смит / Nevada Smith (sound recordist)
- 1966 — Нападение на «Королеву» / Assault on a Queen (sound recordist)
- 1966 — На слом! / This Property Is Condemned (sound recordist)
- 1966 — Свингер / The Swinger (sound recordist)
- 1966 — Эльдорадо / El Dorado (sound recordist)
- 1967 — Легко пришло, легко ушло / Easy Come, Easy Go (sound recordist)
- 1967 — Босиком по парку / Barefoot in the Park (sound recordist)
- 1967 — Ганн / Gunn (sound recordist)
- 1967 — Дух желает / The Spirit Is Willing (sound)
- 1967 — Водопой № 3 / Waterhole No. 3 (sound recordist)
- 1968 — С леди так не обращаются / No Way to Treat a Lady (sound recordist)
- 1968 — Странная парочка / The Odd Couple (sound recordist)
- 1970 — История любви / Love Story (sound recordist — as Bud Grenzbach)
- 1971 — Mad Dogs & Englishmen (документальный) (recording supervisor — as Bud Grenzbach)
- 1971 — Что случилось с Элен? / What’s the Matter with Helen? (sound re-recordist — as Bud Grenzbach)
- 1971 — Думаю о Дженнифер / Jennifer on My Mind (sound re-recording mixer — as Bid Grenzbach)
- 1972 — Карманные деньги / Pocket Money (sound — as Bud Grenzbach)
- 1972 — Крёстный отец / The Godfather (re-recordist — as Bud Grenzbach)
- 1972 — Аннулирование брони / Cancel My Reservation (sound re-recording mixer — as Bud Grenzbach)
- 1973 — Let the Good Times Roll (документальный) (re-recording mixer)
- 1973 — Злые улицы / Mean Streets (re recording mixer — as Bud Grenzbach)
- 1974 — Заговор «Параллакс» / The Parallax View (sound re-recordist — as Bud Grenzbach)
- 1974 — Китайский квартал / Chinatown (sound re-recordist — as Bud Grenzbach)
- 1976 — Гризли / Grizzly (sound re-recording mixer — as Bud Grenzbach)
- 1978 — Маниту / The Manitou (sound re-recording mixer — as Bud Grenzbach)
- 1978 — Стингрей / Stingray (sound re-recording mixer — as Bud Grenbach)
- 1978 — Медленный танец в большом городе / Slow Dancing in the Big City (sound mixer: Dolby stereo — as Bud Grenzbach)
- 1979 — When You Comin' Back, Red Ryder? (dialogue mixer — as Bud Grenzbach)
- 1979 — Зима приносит смерть / Winter Kills (sound re-recording mixer — as Bud Grenzbach)
- 1979 — Луковое поле / The Onion Field (sound re-recording mixer)
- 1979 — The Prize Fighter (sound re-recording mixer — as Bud Grenzbach)
- 1979 — J-Men Forever (sound re-recording mixer — as Bud Grenzbach)
- 1980 — Девятая конфигурация / The Ninth Configuration (sound re-recording mixer — as Bud Grenzbach)
- 1980 — Техперсонал / Roadie (sound re-recording mixer — as Bud Grenzbach)
- 1980 — Застеклённая витрина (ТВ) / The Shadow Box (sound re-recording mixer — as Bud Grenzbach)
- 1980 — Здоровый образ жизни / HealtH (sound re-recordist — as Bud Grenzbach)
- 1980 — Формула / The Formula (sound re-recording mixer — as Bud Grenzbach)
- 1980 — Как в старое доброе время / Seems Like Old Times (sound re-recording mixer — as Bud Grenzbach)
- 1981 — Король горы / King of the Mountain (sound re-recording mixer)
- 1981 — Смертельное благословение / Deadly Blessing (sound re-recording mixer)
- 1982 — The Vals (sound re-recording mixer)
- 1982 — Дитя любви / Love Child (sound re-recording mixer — as Charles W. Grenzbach)
- 1982 — Странник во времени / Time Walker (sound re-recording mixer — as Bud Grenzbach)
- 1983 — Ещё один шанс / One More Chance (sound re-recording mixer — as Bud Grenzbach)
- 1984 — Voyage of the Rock Aliens (sound recording mixer)
- 1984 — Вверх по течению / Up the Creek (sound re-recording mixer — as Bud Greenzbach)
- 1984 — Мутант / Night Shadows (sound re-recording mixer — as Bud Grenzbach)
- 1984 — Без вести пропавшие / Missing in Action (sound re-recording mixer — as Charles 'Bud' Grenzbach)
- 1984 — Gimme an 'F' (sound re-recording mixer — as Charles Bud Grenzbach)
- 1985 — Последняя надежда / Def-Con 4 (sound re-recording mixer)
- 1985 — Вой 2 / Howling II: Stirba — Werewolf Bitch (sound re-recording mixer — as Charles 'Bud' Grenzbach)
- 1985 — Американский ниндзя / American Ninja (sound re-recording mixer — as Bud Grenzbach)
- 1985 — Трансильвания 6-5000 / Transylvania 6-5000 (sound re-recording mixer — as Charles Bud Greenzbach)
- 1986 — Гамбургер… Кино / Hamburger… The Motion Picture (sound re-recording mixer — as Bud Grenzback)
- 1986 — Восход «Чёрной луны» / Black Moon Rising (sound re-recording mixer)
- 1986 — Пустая клетка / The Naked Cage (sound re-recording mixer — as Charles Bud Grenzback)
- 1986 — Затаившийся / Crawlspace (sound re-recording mixer — as Bud Grenzbach)
- 1986 — Противоборство / Opposing Force (sound re-recording mixer: Los Angeles — as Bud Grenzbach)
- 1986 — Оправдание (ТВ) / Apology (sound re-recording mixer)
- 1986 — Запрограммированный на убийство / Wired to Kill (sound re-recording mixer)
- 1986 — Удар туловищем / Body Slam (sound re-recording mixer — as Charles 'Bud' Grenzbach)
- 1986 — Взвод / Platoon (re-recording mixer — as Charles 'Bud' Grenzbach)
- 1987 — Кровавые узы: история жены мафиози (ТВ) / Blood Vows: The Story of a Mafia Wife (sound re-recording mixer — as Bud Grenzbach)
- 1987 — Мэлоун / Malone (sound re-recording mixer)
- 1987 — Нет выхода / No Way Out (sound re-recording mixer — as Charles 'Bud' Grenzbach)
- 1987 — Уолл-стрит / Wall Street (sound re-recording mixer — as Charles 'Bud' Grenzbach)
- 1988 — В толпе / The In Crowd (re-recording mixer — as Charles W. Grenzbach)
- 1988 — Инопланетянка из Лос-Анджелеса / Alien from L.A. (re-recording mixer — as Charles 'Bud' Grenzbach)
- 1988 — Леди в белом / Lady in White (sound re-recording mixer — as Charles 'Bud' Grenzbach)
- 1988 — Хэллоуин 4: Возвращение Майкла Майерса / Halloween 4: The Return of Michael Myers (sound recording mixer — as Charles 'Bud' Grenzbach)
- 1988 — Допинг / The Boost (sound re-recording mixer — as Charles 'Bud' Grenzbach)
- 1989 — Путешествие к центру Земли / Journey to the Center of the Earth (sound re-recording mixer — as Charles 'Bud' Grenzbach)

### Music department
- 1973 — Чайка по имени Джонатан Ливингстон / Jonathan Livingston Seagull (music mixer — as Charles W. Grenzbach)
- 1984 — Пятница, 13-е: Последняя глава / Friday the 13th: The Final Chapter (re-recording mixer: music)

## Награды и номинации
| Премия                   | Категория                                                       | Год  | Фильм / телесериал                             | Итог      |
| ------------------------ | --------------------------------------------------------------- | ---- | ---------------------------------------------- | --------- |
| «Оскар»                  | Лучший звук                                                     | 1973 | Крёстный отец                                  | Номинация |
| «Оскар»                  | Лучший звук                                                     | 1975 | Китайский квартал                              | Номинация |
| «Оскар»                  | Лучший звук                                                     | 1987 | Взвод                                          | Награда   |
| Дневная премия «Эмми»    | Outstanding Achievement in Film Sound Mixing                    | 1985 | Pole Position                                  | Награда   |
| Прайм-тайм премия «Эмми» | Outstanding Sound Mixing for a Drama Miniseries or a Special    | 1987 | Неестественные причины (ТВ) / Unnatural Causes | Награда   |
| Прайм-тайм премия «Эмми» | Outstanding Sound Mixing for a Dramatic Miniseries or a Special | 1988 | Право на смерть (ТВ) / Right to Die            | Номинация |